# Peter Momber
Peter Momber (* 4. Januar 1921; † 23. Januar 1975) war ein deutscher Fußballspieler, der in den Jahren 1950 bis 1956 in der damaligen saarländischen Fußballnationalmannschaft zehn Länderspiele absolviert und ein Tor erzielt hat.

## Laufbahn

### Vereine, bis 1958
Sportlich aufgewachsen ist der Allroundspieler Peter Momber – er bekleidete je nach des Trainers Wunsch und der Mannschaften Not die Positionen des Mittelstürmer, Halbstürmer, Außenläufer und Mittelläufer – im Ellenfeldstadion des VfB Neunkirchen. Mit den Schwarz-Weißen aus der „Stadt der Kohle und des Eisens“ spielte er nach dem Zweiten Weltkrieg von 1945/46 bis 1947/48 in der damaligen Oberliga Südwest, Gruppe Nord. An der Seite von Torjäger und Spielertrainer Erich Leibenguth kam er dabei auf 56 Oberligaspiele und erzielte 63 Tore. Die Meistertitel gingen aber an den 1. FC Saarbrücken und den 1. FC Kaiserslautern. Durch die folgenschweren Beschlüsse des französischen Fußballverbandes – Vorsitzender FIFA-Präsident Jules Rimet –, die im Ergebnis festhielten, dass ab dem 20. Mai 1948 keine Freundschaftsspiele der Saar-Vereine mit deutschen Klubs mehr möglich waren und damit die vier Oberligisten 1. FC Saarbrücken, Borussia Neunkirchen, Saar 05 und SG Völklingen die Saison 1947/48 zwar noch zu Ende spielen durften, dann aber aus der Oberliga auszuscheiden hatten, war für die nächsten drei Spieljahre der Oberligaspielbetrieb im DFB der saarländischen Vereine unterbunden.
Da der Saar-Rivale 1. FC Saarbrücken zur Runde 1948/49 in der 2. französischen Division außer Konkurrenz anstelle von AS Angoulême an den Rundenspielen teilnehmen konnte und deshalb eine sportliche Verstärkung des Kalibers Momber gebrauchen konnte, schloss sich der Allrounder und gefürchtete Distanzschütze der Mannschaft von Trainer Oskar „Ossi“ Müller an. Zur inoffiziellen Meisterschaft mit fünf Punkten Vorsprung steuerte der Mann aus Neunkirchen 27 Treffer bei, Herbert Binkert holte sich mit 41 Treffern die Torjägerkrone. Den Saarländern wurde danach eine erneute Aufnahme für die Spielzeit 1949/50 verweigert. Da die erste Mannschaft des Vereins nicht an der schwachen Ehrenliga Saarland teilnehmen wollte, wurde der Internationale Saarpokal ins Leben gerufen.
Er wurde zu einem weiteren Höhepunkt für Momber und den 1. FC Saarbrücken. Im Wettbewerb um den Pokal und die Siegprämie von zwei Millionen Franken spielte der 1. FC Saarbrücken zunächst zu Hause gegen 14 europäische Spitzenmannschaften und eine Mannschaft aus Santiago de Chile. Er wurde von September 1949 bis Mai 1950 ausgetragen. In der Endrunde setzte sich Saarbrücken am 10. Juni 1950 im Halbfinale mit einem 1:0-Erfolg durch ein Tor von Jakob Balzert gegen NK Hajduk Split durch und holte sich am 11. Juni im Finale mit einem 4:0-Sieg gegen Stade Rennais UC – Momber zählte zu den Torschützen – den Pokal.
In der Saison 1950/51 nahm als zweite gastgebende Mannschaft der VfB Neunkirchen am Wettbewerb teil. Die Qualifikationsspiele wurden als Hin- und Rückspiele ausgetragen. Nachdem die Aufnahme des Saarländischen Fußballs in die deutsche Ligastruktur für die Spielzeit 1951/52 feststand, flachte das Interesse für den Internationalen Saarlandpokal ab und das französische Hochkommissariat strich die Finanzierung der Endrunde, so dass der Wettbewerb nicht zu Ende geführt wurde.
Momber bereiste in den frühen 1950er Jahren mit dem 1. FC Saarbrücken halb Europa, trug viele Freundschaftsspiele aus und der 1. FCS wurde in der Presse als „interessanteste Elf Europas“ bezeichnet. Sensationell war am 21. Februar 1951 der 4:0-Erfolg bei Real Madrid.
Als der 1. FC Saarbrücken in der Serie 1951/52 wieder in der Fußball-Oberliga Südwest spielberechtigt war, feierten Momber und Kollegen unter der Regie von Trainer Auguste Jordan mit sechs Punkten Vorsprung vor TuS Neuendorf und gar neun Punkten Abstand zum 1. FC Kaiserslautern auf Anhieb die Meisterschaft. Allerdings war der „schwarze Peter“ durch zwei geleistete Unterschriften in Neunkirchen und Saarbrücken vor der Runde, nach langem Hin und Her vor der Sportgerichtsbarkeit, erstmals am 25. Spieltag, am 24. Februar 1952, beim 2:1-Heimerfolg gegen die SpVgg Weisenau wiederum für die „Malstatter“ im Punktspielbetrieb als Mittelläufer im Einsatz. In der Endrunde um die deutsche Fußballmeisterschaft 1952 – vom 27. April bis 22. Juni – absolvierte der schnörkellos und ungemein druckvoll agierende Halblinke alle sechs Gruppenspiele gegen den FC Schalke 04, 1. FC Nürnberg und den Hamburger SV und erzielte dabei auch beim Einzug in das Finale vier Tore. Trotz des herausragenden Innentrios mit Herbert Martin, Herbert Binkert und Momber verloren die Blau-Schwarzen aber das Endspiel mit 2:3 Toren gegen den VfB Stuttgart. In den Jahren 1953, 1955 und 1956 belegte Momber mit dem 1. FC Saarbrücken dreimal den dritten Rang in der Oberliga Südwest. Von 1951 bis 1956 hat er 99 Ligaspiele absolviert und dabei 16 Tore erzielt. Als der Europapokal der Meister 1955/56 erstmals ausgespielt wurde, war der 1. FC Saarbrücken für das FIFA-Mitglied Saarland spielberechtigt. Momber war in beiden Spielen gegen den AC Mailand aktiv. Herausragend war dabei die Leistung beim überraschenden 4:3-Auswärtserfolg am 1. November 1955 bei der von Juan Schiaffino angeführten Milan-Elf. Mit 35 Jahren schloss er sich im Sommer 1956 dem SV St. Ingbert zur Runde 1956/57 in der 2. Liga Südwest an. Er feierte auf Anhieb die Meisterschaft und den Aufstieg in die Oberliga. Der 37-Jährige – er war auch zeitweilig als Spielertrainer im Einsatz – absolvierte 1957/58 alle 30 Rundenspiele und erzielte nochmals vier Tore in der Oberliga, konnte aber trotz Unterstützung in der Offensive durch Nationalstürmer Heinz Vollmar den sofortigen Abstieg des SV nicht verhindern. Insgesamt wird Peter Momber in der Oberliga Südwest mit 185 Spielen und 83 Toren geführt.

### Saarländische Fußballnationalmannschaft, 1950 bis 1956
Der Saarländische Fußball-Verband (SFB) wurde am 23. Juni 1950 eigenständiges FIFA-Mitglied. Sofort nach der Aufnahme verpflichtete der neue SFB-Präsident Hermann Neuberger für umgerechnet 800 Mark Monatslohn Helmut Schön als Bundestrainer, arrangierte Länderspiele und sicherte dem Saarland die Teilnahme an der WM-Qualifikation 1954. 20.000 Fans waren dabei, als die von Helmut Schön betreute Saarländische Nationalmannschaft am 22. November 1950 ihr internationales Debüt gab. Die ausschließlich aus Aktiven der beiden nicht am Ehrenligaspielbetrieb beteiligten Vereine 1. FC Saarbrücken (Strempel, Biewer, Schmidt, Berg, Momber, Philippi, Clemens, Martin) und VfB Neunkirchen (Follmann, Leibenguth, Schirra) bestehende Mannschaft schlug eine Schweizer B-Auswahl mit 5:3 Toren und gewann auch ihr zweites Länderspiel am 27. Mai 1951 mit 3:2 Toren gegen Österreich B. In den beiden Debütspielen agierte Peter Momber als Chef der Abwehr auf der Mittelläuferposition. Eine Sensation vollbrachte die Saar-Elf mit Abwehrchef Momber beim WM-Qualifikationsspiel am 24. Juni 1953 im Osloer Bislet-Stadion gegen Norwegen. Für den trainingsverletzten Mittelläufer kam das o.k. von Helmut Schön nach einer Injektion erst Minuten vor Spielbeginn. Trotz der schnellen 2:0-Führung durch den Gastgeber und den Verletzungen von Philippi (Muskelfaserriss) und Puff (Bruch des Wadenbeins) gewann die Saar-Elf das erste Qualifikationsspiel nach Toren von Binkert, Otto und Siedl mit 3:2 Toren. Momber war auch in den zwei Spielen gegen Deutschland und dem Rückspiel gegen Norwegen im Einsatz. Mit seinem zehnten Länderspieleinsatz am 1. Mai 1956 in Saarbrücken bei dem 1:1-Remis gegen die Schweiz beendete er seine internationale Laufbahn.

## Nach der Laufbahn
Nach dem Ende der Fußballkarriere führte Peter Momber in der Nähe des Saarbrücker Hauptbahnhofes einen Zeitungs- und Tabakwarenladen.